# Lijst van burgemeesters van Evergem
Dit is een lijst van burgemeesters van Evergem, een gemeente in de Belgische provincie Oost-Vlaanderen.
- 1830-1848: Pieter Frans Geinraert
- 1848-1872: Ange Van Hoorebeke
- 1872-1877: Felix Peeters
- 1877-1879: Richard Verscheuren (waarnemend)
- 1879-1882: Jan Francies Van Kerckvoorde
- 1882-1891: August Van Loo
- 1891-1927: Raymont De Canck
- 1927-1945: Paul Delva
- 1945-1952: Livinus Van de Voorde
- 1953-1954: Florent Callant
- 1954-1970: Emiel Speeckaert (CVP)
- 1970-1972: Robrecht Mussche (CVP)
- 1972-1980: Jacques Parys (CVP)
- 1980-1994: Luc Van Parys (CVP)
- 1995-2000: Peter Vereecke (CVP)
- 2001-2006: Paul Van Grembergen (Spirit)
- 2001-2004: Patricia De Waele (Open Vld)
- 2007-2012: Erik De Wispelaere (CD&V)
- 2013-... : Joeri De Maertelaere (N-VA)

Brussels Hoofdstedelijk Gewest:
Anderlecht · 
Brussel

Vlaanderen:
Aalst · 
Aarschot · 
Antwerpen · 
 Asse · 
Beernem · 
Bertem · 
Blankenberge · 
Brugge · 
Damme · 
De Haan · 
De Panne · 
Deerlijk · 
Deinze · 
Eeklo · 
Evergem · 
Galmaarden · 
Geraardsbergen · 
Gent · 
Halle · 
Hasselt · 
Herent · 
Herk-de-Stad · 
Herzele · 
Heusden-Zolder · 
Houthalen-Helchteren · 
Ichtegem · 
Kaprijke · 
Knokke-Heist · 
Kortemark · 
Kortenberg · 
Kortrijk · 
Leuven · 
Lichtervelde · 
Lievegem · 
Lokeren · 
Maldegem · 
Mechelen · 
Moerbeke-Waas · 
Ninove · 
Oostende · 
Oostkamp · 
Poperinge · 
Roeselare · 
Ronse · 
Sint-Lievens-Houtem · 
Sint-Niklaas · 
Sint-Truiden · 
Temse · 
Tielt · 
Tienen · 
Tongeren · 
Torhout · 
Veurne · 
Waregem · 
Wellen · 
Wetteren · 
Wichelen · 
Zaventem · 
Zedelgem · 
Zele · 
Zonhoven · 
Zottegem

Wallonië: 
Charleroi · 
's-Gravenbrakel · 
Morlanwelz · 
Ophain-Bois-Seigneur-Isaac